# جيانكارلو بانتانو
جيانكارلو بانتانو (بالإيطالية: Giancarlo Pantano)‏ هو لاعب كرة قدم إيطالي في مركز الوسط، ولد في 15 يونيو 1977 في روما في إيطاليا. لعب مع نادي بيستويسي.

## وصلات خارجية
- جيانكارلو بانتانو على موقع عالم كرة القدم.نت (الإنجليزية)